# Jesse Ball
Jesse William Ball (Port Jefferson, 7 giugno 1978) è uno scrittore e poeta statunitense.

## Biografia
Nato nel 1978 a Port Jefferson, ha compiuto gli studi al Vassar College e ha conseguito un M.F.A. all'Università Columbia.
Supportato dal poeta Richard Howard, nel 2004 ha pubblicato una raccolta di poesie, March Book, alla quale hanno fatto seguito diversi romanzi, racconti e saggi tradotti in più di 20 lingue. 
Insegnante presso la School of the Art Institute of Chicago, suoi racconti e articoli sono apparsi in riviste quali Granta e Paris Review.

## Opere

### Romanzi
- Il settimo giorno (Samedi the Deafness, 2007), Milano, Feltrinelli, 2018 traduzione di Eva Kampmann ISBN 978-88-07-01747-6.
- The Way Through Doors (2009)
- The Curfew (2011)
- Quando iniziò il silenzio (Silence Once Begun, 2014), Milano, Baldini & Castoldi, 2015 traduzione di Stefano Travagli ISBN 978-88-6852-677-1.
- A Cure for Suicide (2015)
- How to Set a Fire and Why (2016)
- Censimento (Census), Milano, NNE, 2018 traduzione di Guido Calza ISBN 978-88-99253-85-1.
- The Divers' Game (2019)
- The Children VI (2022)
- The Repeat Room (2024)

### Raccolte di poesie
- March Book (2004)
- Vera & Linus (2006)
- The Village on Horseback: Prose and Verse, 2003–2008 (2011)

### Saggi
- Notes on My Dunce Cap (2016)
- Sleep, Death's Brother (2017)

### Memoir
- Autoportrait (2022)

## Premi e riconoscimenti

### Vincitore
Guggenheim Fellowship
- 2007[7]

Premio Plimpton
- 2008 per il racconto The Early Deaths of Lubeck, Brennan, Harp, and Carr[8]

Premio Gordon Burn
- 2018 con Censimento[9]